# Jean Garcin
Pour les articles homonymes, voir Garcin.
Jean Garcin, né le 11 janvier 1917 à Fontaine-de-Vaucluse et mort le 4 septembre 2006 à L'Isle-sur-la-Sorgue, est un résistant et un homme politique français. Connu sous le pseudonyme de commandant Bayard, il fut chef des Groupes francs (MUR) du département de Vaucluse et de la région R2 durant la Seconde Guerre mondiale, puis nommé chef du 3e Bureau Opérations et Actions avec le grade de lieutenant-colonel avant le débarquement en Provence  et Inspecteur Régional des FFI après le 10 août 1944. Homme politique et socialiste, il fut élu conseiller général de L'Isle-sur-la-Sorgue (1945-1998), maire de Fontaine-de-Vaucluse, président du conseil général de Vaucluse (1970-1992) et vice-président du conseil régional de la région Provence-Alpes-Côte d'Azur. Le 30 octobre 1957, il fut fait officier de la Légion d’honneur.

## Une famille d'industriels républicains
Son arrière-grand-père, Jean Garcin, compagnon papetier, originaire né à Sorgues (84) en 1785 décède en 1833 à St-Saturnin-les Avignon (84) , s’installe au Moulin Rouge, sur les berges de la Sorgue. Il y crée une papeterie dont hérite son petit-fils Siffrein Garcin, qui sera maire de Châteauneuf-de-Gadagne. Les fils de celui-ci, Voltaire et Robert Garcin prennent sa succession. Le premier devient à son tour maire de Gadagne, puis conseiller général, et Robert maire de Fontaine-de-Vaucluse. Les deux frères, fermes partisans du Front populaire, reçoivent en leur usine et à leur table, Édouard Herriot, Léon Blum, Édouard Daladier et Louis Gros, député de Vaucluse, l’un des quatre-vingts élus qui refusèrent les pleins pouvoirs à Pétain.

## Son engagement dans la Résistance
Après ses études secondaires, Jean Garcin devient étudiant à l’école d’ingénieurs de Grenoble. À la fin de l’année 1937, il est incorporé pendant trois ans au 7e régiment du génie d’Avignon, où il devient caporal-chef et spécialiste des explosifs avant d’être démobilisé en juillet 1940. 
De retour à l’usine familiale, il est recruté dans la Résistance par un fonctionnaire de Vichy, Barthélemy Rique, alias Casimir, qui exerce la fonction de contrôleur des prix et de réglementeur de la fabrication du papier. 

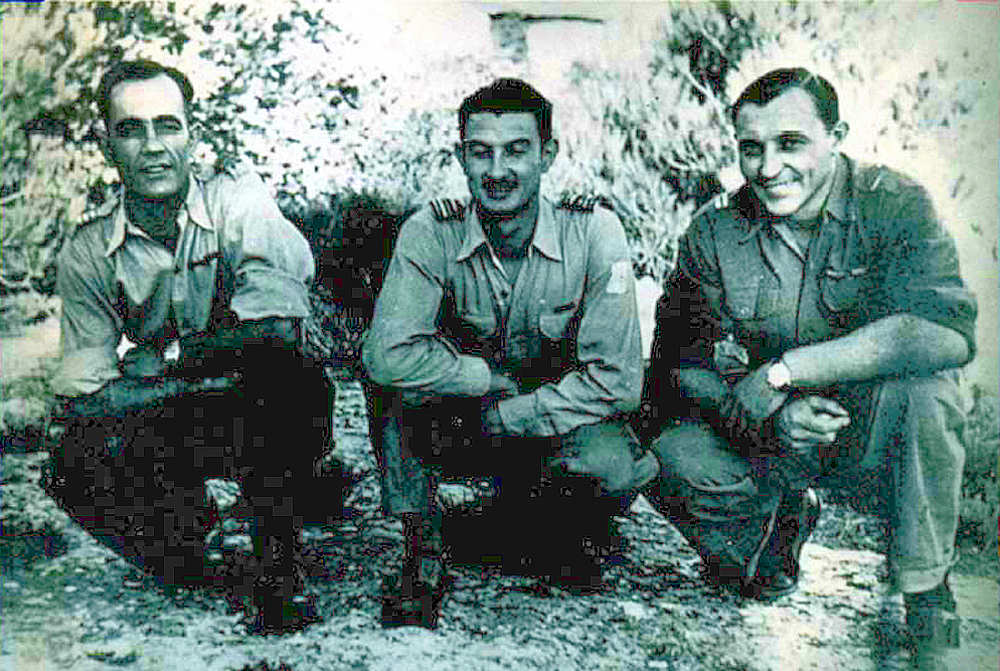
Alphonse Bégou, Jean Garcin et Jules Ten en 1944.

Invité à une première réunion au garage Million d'Orange, il recrute ensuite Alphonse Bégou, dit « Lou Manescau », maréchal-ferrant du Thor, qui va se faire connaître sous le pseudonyme de capitaine Balkan dans les Groupes francs, puis Jules Ten, maçon à Lagnes, alias capitaine Crillon.
Leur première tâche est de se fournir en équipement et en matériel sur le compte des chantiers de jeunesse de Cavaillon, Robion et Vaucluse, puis, de leur propre initiative, de commencer à saboter les installations de l’État français et des collaborateurs grâce à de la cheddite fournie par Pierre Bascou, propriétaire de la carrière du Four à Chaux à Coustellet.
Devenu le commandant Bayard, Jean Garcin, à la tête des Groupes francs de Vaucluse, reçoit mission, le 31 décembre 1941, de protéger l’atterrissage de Jean Moulin qui doit être parachuté dans les Alpilles au cours de la nuit du 1er janvier 1942 à 15 km de Saint-Andiol.
Puis, lors de la constitution des Mouvements unis de la Résistance (MUR), entre la fin 1942 et le début 1943, il se place sous la direction de Kléber, chef départemental de Vaucluse, qui n’est autre qu'Yvonne de Komornicka.

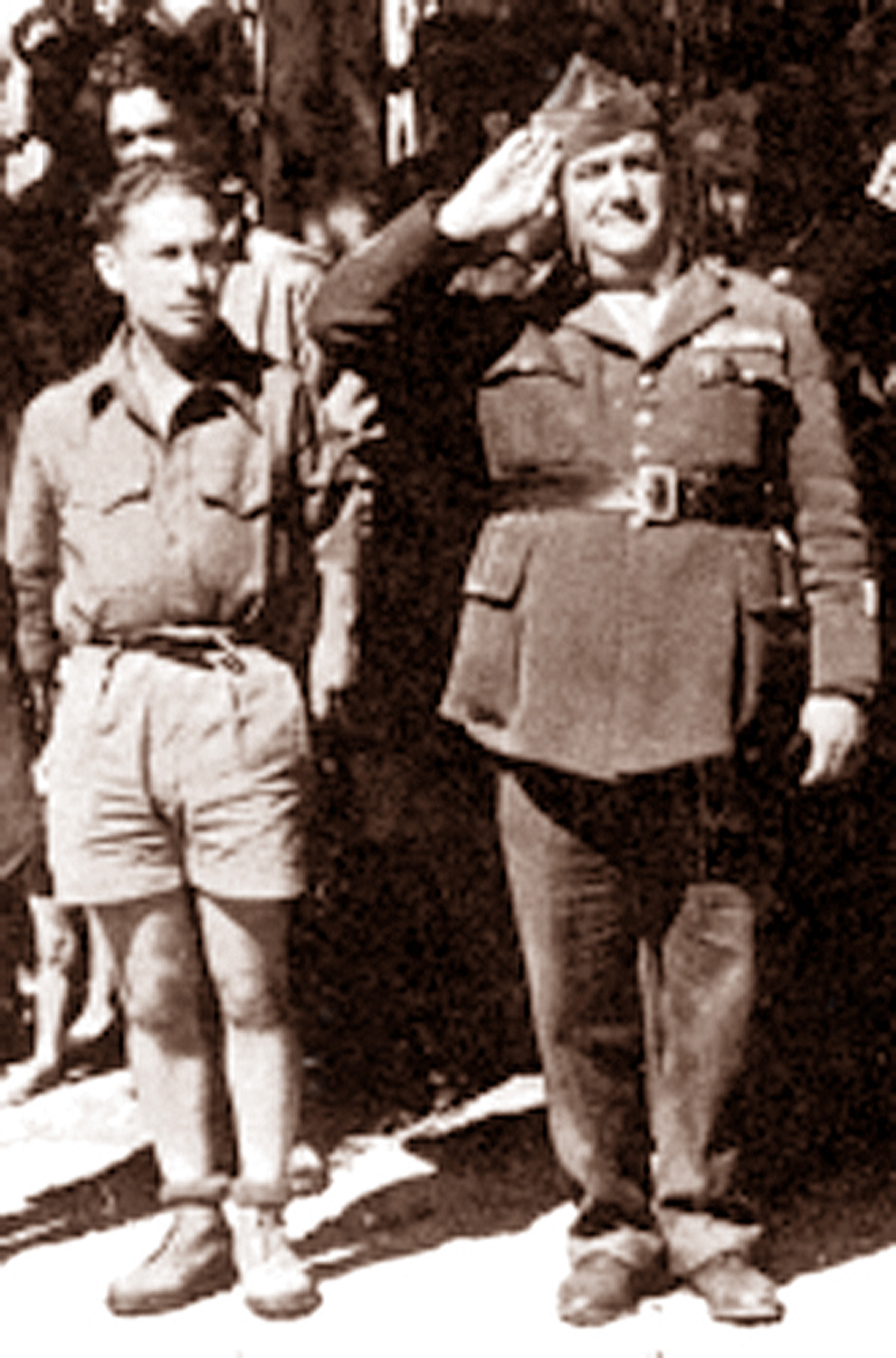
Colonel Beyne (dit d'Artagnan, à droite) et Maxime Fischer (dit Anatole, à gauche) en 1944.

Ses premiers contacts avec le Maquis Ventoux ont lieu le 12 octobre 1942, lors de la capture d'un camion allemand, rempli d'armes et de munitions sur la route de Carpentras à Sault par les Groupes francs de Vaucluse sous sa direction. La première rencontre de Bayard avec les chefs du maquis, le colonel Philippe Beyne et son adjoint, Maxime Fischer, se déroule à Sault au cours du mois de décembre suivant. Préférant garder son indépendance organisationnelle, Jean Garcin refuse l’invitation des deux hommes à rejoindre le maquis et est placé avec ses hommes sous les ordres de Charles Gonard, alias Morlot, chef des Groupes francs de la région R2.
Immédiatement, ce dernier lui demande de prendre en charge le secteur de Marseille puis lors de la montée de Morlot à Paris, en 1943, il lui succède à la tête des Groupes francs de la R2 qui comprend les départements de Vaucluse, des Bouches-du-Rhône, du Gard, du Var, des Basses-Alpes et des Alpes-Maritimes. 
C'est à ce titre que le 1er décembre 1943, à Marseille, place des Trois Lucs, il participe à la sécurité d'une réunion importante de la Résistance avec d'autres camarades, quand arrivent cinq miliciens en patrouille. Alors que deux membres du groupe sont contrôlés, le chef des miliciens sort son arme et la pointe sur les autres membres. Il veut tirer mais son pistolet s'enraye. Bayard dégaine et abat les miliciens permettant ainsi à son groupe de s'échapper.
C'est également sous son autorité, d'après un membre de son groupe franc appartenant au maquis du Chat à Lagnes, qu'est décidée l'organisation de la sécurité d'une autre importante réunion de hauts responsables résistants le 21 juin 1943 à Caluire-et-Cuire. Comme le groupe franc a reçu peu avant de partir un contre-ordre incompréhensible, cette réunion avec Jean Moulin et des hauts responsables de la résistance se déroule bizarrement sans protection, ce qui facilite considérablement leurs arrestations par la Gestapo de Lyon et Klaus Barbie et cela peu après l'arrestation du chef des MUR à Paris… La venue de René Hardy à cette réunion alors qu'il n'y était pas convoqué et son arrestation par Klaus Barbie suivie de sa libération inexpliquée peu avant cet épisode ont amené nombre de résistants à suspecter ce dernier d'avoir été un important agent double qui renseigna Klaus Barbie notamment sur cette réunion importante de coordination de la résistance. Jean Garcin devait regretter beaucoup ne pas avoir été présent avec son groupe.
Il organise ensuite l'évasion de Lucette Choisy, le 28 décembre 1943. Cette résistante enceinte, avait été arrêtée par la Gestapo et incarcérée à l'hôpital de la Conception de Marseille. Elle était l’épouse du capitaine Pierre Choisy, un des responsables du réseau anglais Buckmaster dans le sud de la France. 
Puis, le 4 mars 1944, toujours à la tête des GF des Bouches-du-Rhône et de Vaucluse, il fait saboter l’usine d'alumine de Gardanne, privant l’occupant du quart de la production française d'aluminium. La répression nazie s'amplifiant, il a l’audace, le 22 mars suivant, de pénétrer de nuit dans la prison Chave de Marseille réussissant à faire évader 12 résistants qui y étaient incarcérés.  
Sur sa lancée, il décide d’éliminer Frochmann, chef de l'office de placement allemand d'Aix-en-Provence, et son collaborateur français Hermann. Ceux-ci sont abattus à la sortie d’un restaurant à 21 heures 30 le 27 avril 1944. Puis le 10 août, Bayard et ses hommes, déguisés en officiers SS, pénètrent dans l'hôpital Salvator de Marseille et repartent avec 7 résistants qui y étaient hospitalisés et qui devaient être fusillés.
Jean-Louis de Ganay, parachuté de Londres et connu dans la résistance sous le nom de Dietician, reçut ses faux papiers de Jean Garcin, ce qui lui permit de rejoindre l'est de Paris, et de s'installer entre les villes de Meaux et Nangis. Sa mission : être à l'écoute de la BBC chaque première quinzaine du mois, et traduire les messages codés indiquant que le Jour-J débute en Normandie.
Peu avant le débarquement de Provence, Bayard est entré à l’état-major de la région R2 avec le grade de lieutenant-colonel et le titre de chef du 3e bureau Opérations et Actions. Après le débarquement, il est chargé du commandement des FFI de la région d'Apt puis nommé inspecteur régional des FFI de la R2.
Ses faits d’armes dans la Résistance lui ont valu d'être fait le 30 octobre 1957 officier de la Légion d’honneur, promotion comptant l’attribution de la croix de guerre 1939-1945 avec palmes. Ce décret, signé par le président René Coty et le président du Conseil, Maurice Bourgès-Maunoury, souligne que Bayard a mené plus de 40 opérations contre l’ennemi, toutes couronnées de succès, et que celles-ci ont semé la perturbation dans ses services, détruit son matériel, désorganisé son ravitaillement, saboté ses dépôts de carburants et freiné ses déplacements par chemins de fer.

## Son engagement politique

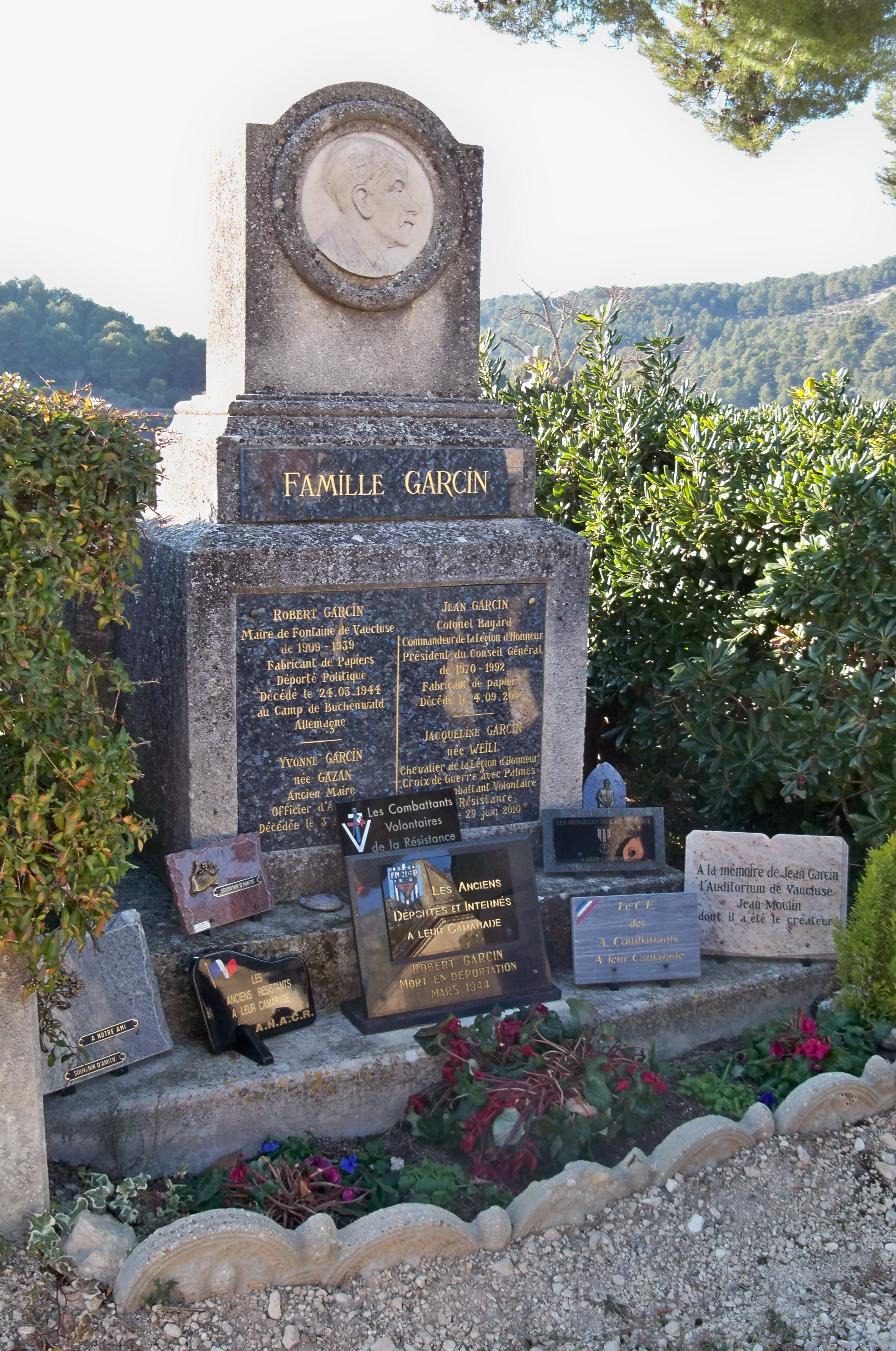
Tombeau de la famille Garcin à Fontaine-de-Vaucluse.

Après la guerre, respectant la tradition familiale, il entre en politique en tant que maire de Fontaine-de-Vaucluse. Il siège pendant un quart de siècle au conseil municipal du Thor, aux côtés d’Alphonse Bégou et de Gaston Manuel, puis il devient conseiller général du canton de L'Isle-sur-la-Sorgue pendant plus d’un demi-siècle. Ses collègues de l’assemblée départementale, l'élisent président du conseil général de Vaucluse du 18 mars 1970 à 1992.
Il se consacre particulièrement au maintien, à l'entretien et à la restauration de l’irrigation du département, à la mise en place du schéma routier de Vaucluse, et dès 1984, à la prise en charge par le département de la construction de collèges d'enseignement. Il convainc ses collègues du conseil général d'une nécessaire décentralisation culturelle départementale et, c'est dans ce cadre, qu'il est à l'initiative de la création au Thor de l'auditorium Jean Moulin complétée par celle de l’École départementale de musique et de danse du Thor. À Fontaine-de-Vaucluse, il est à l’origine de la création du musée de la Résistance et du centre culturel et artisanal Vallis Clausa.

## Œuvre
Jean Garcin a publié en 1996, aux Éditions Alain-Barthélemy, à Avignon, ses souvenirs de la Résistance sous le titre Nous étions des terroristes,  (ISBN 2879230748). Il a dédié son livre à son père Robert Garcin, prisonnier politique lors de l’Occupation, déporté en Allemagne sous le matricule no 39554 et mort à Buchenwald le 24 mars 1944. 
L’exemplaire qu’il a donné au musée de la Résistance de Fontaine-de-Vaucluse, créé à son initiative, porte en dédicace : « Nous étions des terroristes oui, mais ardents défenseurs de la Liberté, pour que la mémoire demeure », le 6 décembre 1996.